# Kastell Alisca

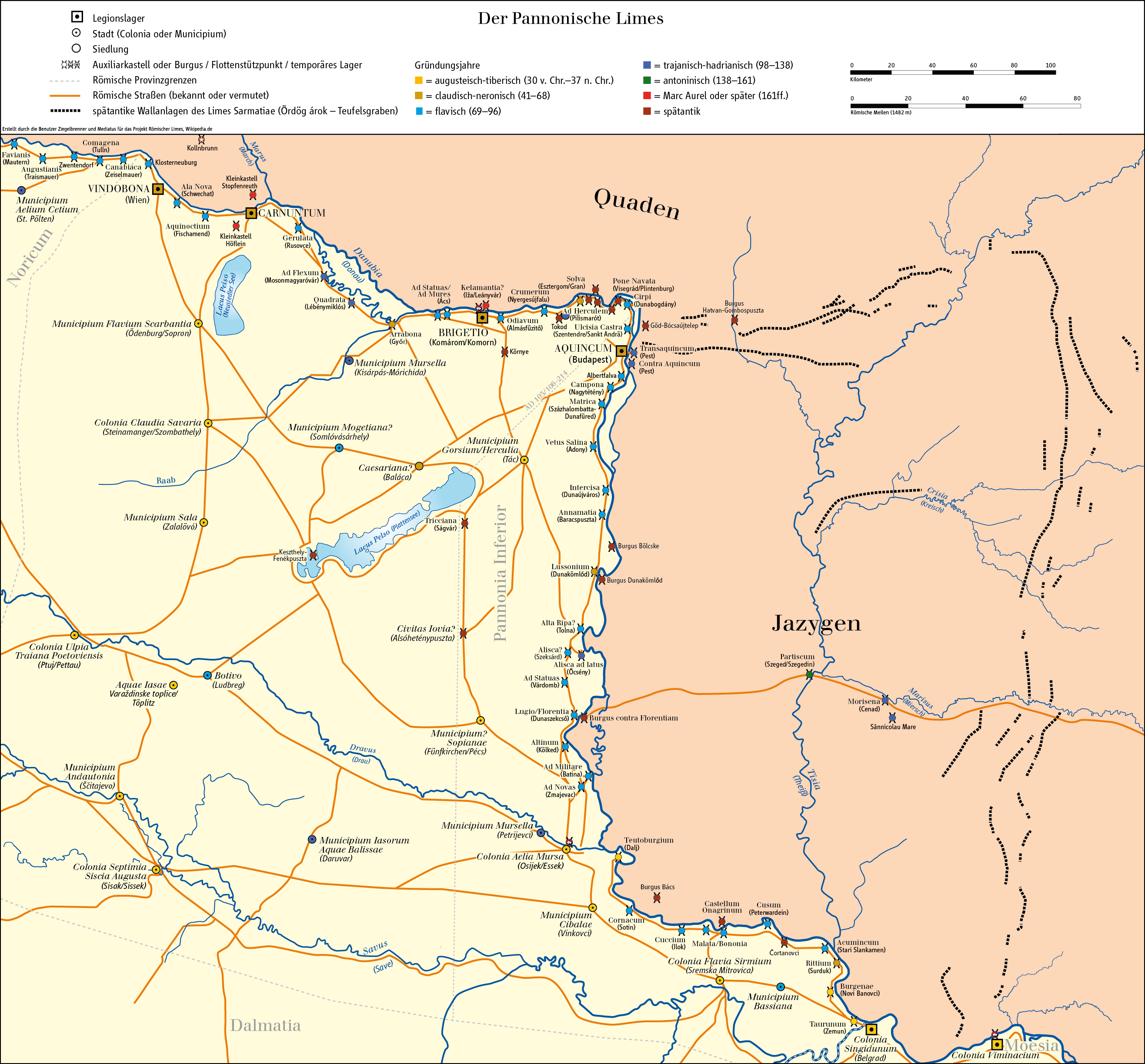
Die Lage des Kastells am niederpannonischen Donaulimes

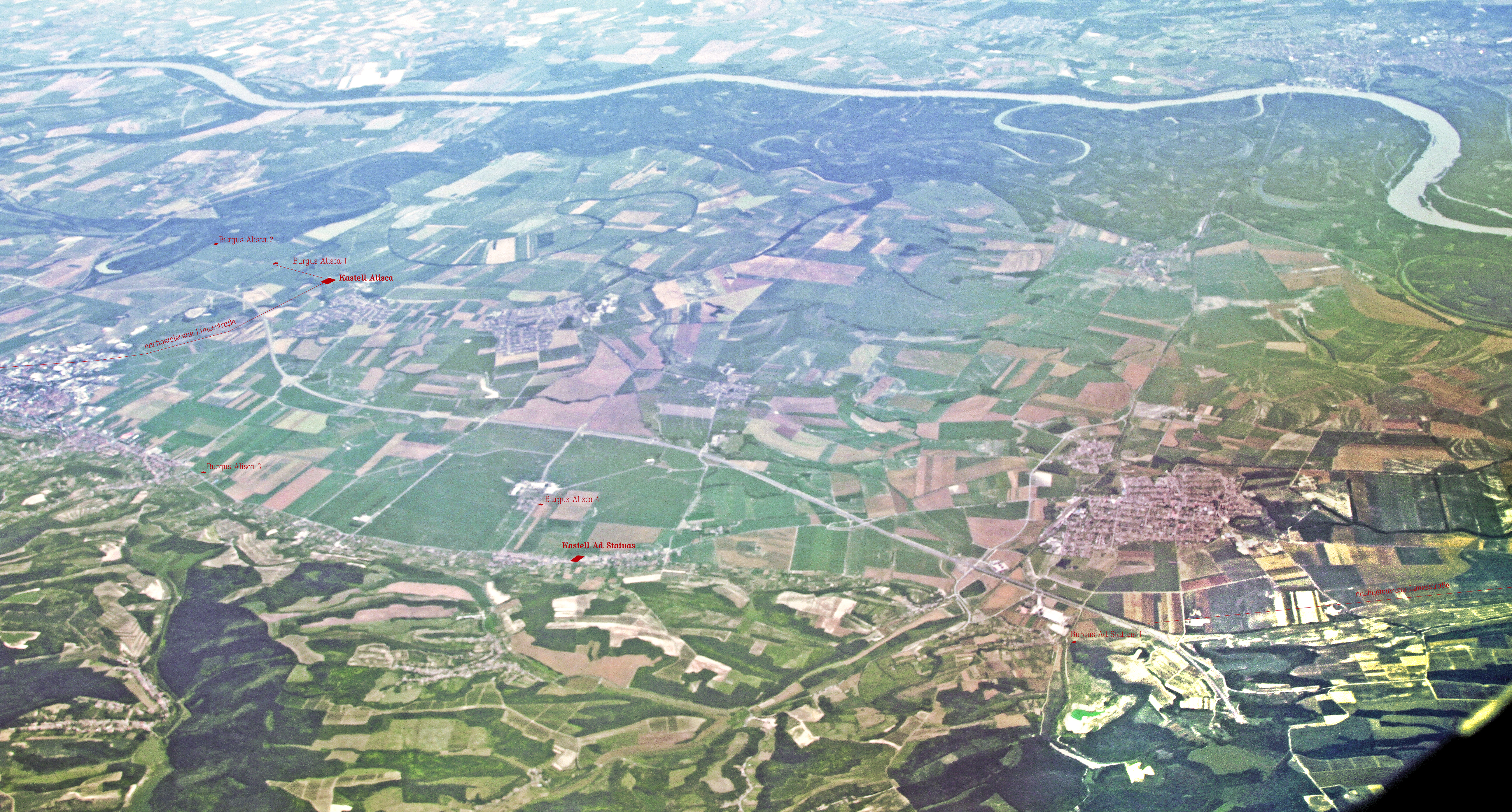
Das von Südwesten nach Nordosten aufgenommene Luftbild zeigt die östlichen Ausläufer der Stadt Szekszárd ganz links am Bildrand. Zwischen der Stadt und der Donau lag das Kastell Alisca. Der umwaldete Zufluss östlich von Szekszárd gehört zum Fluss Sió.

Kastell Alisca, das auch unter den Namen Ad Latus und – historisch wahrscheinlicher –  Alisca ad latus bekannt geworden ist, war ein römisches Militärlager, das als Kohortenkastell einen Abschnitt des pannonischen Donaulimes (Limes Pannonicus) sicherte. Die bis heute archäologisch kaum untersuchte, fast unüberbaute Anlage wurde einst nahe dem Donauwestufer gegründet und befindet sich auf der seit der Antike sumpfigen Flur Szigetpuszta nördlich des Dorfes Őcsény, im ungarischen Komitat Tolna.

## Lage
Die Flur Szigetpuszta liegt in einer Niederung, die sich zwischen den Bergen von Szekszárd und der Donau erstreckt. Das Kastell wurde aus rein strategischen Überlegungen im sumpfigen Terrain der ausladenden antiken Donauauen errichtet und war durch eine eigene Wegeverbindung mit der Limesstraße verbunden, die diesen schwierigen, hochwassergefährdeten Geländeuntergrund umläuft. Funde einer vorrömischen, keltischen Besiedlung gibt es in diesem Bereich offensichtlich nicht. Durch die Kanalisierung liegt die Donau heute wesentlich weiter östlich, doch zeigen die noch deutlich sichtbaren Altarme, wie nahe der Fluss in der Vergangenheit an der Garnison vorbeifloss. Rund sieben Kilometer Luftlinie nordwestlich liegt die Stadt Szekszárd. Hier wird eine weitere Garnison vermutet, das möglicherweise als Vorgängerbau des Kastells von Őcsény-Szigetpuszta anzusehen ist oder parallel bestand. Das antike Szekszárd blieb auch nach der Errichtung des Kastells im Sumpfland ein wichtiger regionaler Bezugspunkt, wie die aufwendige Architektur und der offensichtliche Wohlstand vieler seiner Bewohner vermuten lassen.

## Name
Die einzige Quelle für eine relative Präzisierung der antiken Namen in dieser Region, das Itinerarium Antonini, ein Verzeichnis wichtiger römischer Reichsstraßen und Siedlungen, stammt aus dem 3. Jahrhundert n. Chr. Leider fehlen dort zwischen einigen Garnisonsorten die Meilenangaben, so dass gerade im Fall des Kastells von Őcsény-Szigetpuszta eine eindeutige Ansprache mit einem der für diese Region bekannten lateinischen Namen nicht möglich ist. Das in dem Verzeichnis genannte Alisca ad latus wird in der Fachwelt immer noch heftig diskutiert. Einige Forscher haben den überlieferten Ausdruck in zwei Teile zerlegt und das Wort Alisca auf den mutmaßlichen Kastellplatz von Szekszárd angewendet, während Ad Latus, was in etwa abseits, seitwärts bedeutet, für die baulichen Überreste von Őcsény-Szigetpuszta eingesetzt wurde. Auch der Limeskenner Zsolt Visy (* 1944) unterstützte früher die Hypothesen der Archäologen Mór Wosinsky (1854–1907) und József Csalog (1908–1978), die Fortifikation von Őcsény-Szigetpuszta als ad latus bezeichneten. Dieser Ausdruck würde zur geographischen Lage des Kastells passen, da Őcsény-Szigetpuszta am Ende einer Abzweigung der Limesstraße liegt. Im Gegensatz zu Csalog galt für Wosinsky dieses ad latus jedoch nicht als Eigenname, sondern gab lediglich die örtliche Situation der Anlage wieder. Seiner Meinung nach war der eigentliche Name des Kastells von Őcsény-Szigetpuszta Contra Tautantum. Diese Bezeichnung wiederum stammt aus dem spätantiken Staatshandbuch Notitia Dignitatum und wird bis heute für unterschiedliche Kastelle entlang des ungarischen Donaulimes diskutiert. Die meisten Forscher haben in der Vergangenheit diese Thesen jedoch abgelehnt und – wie Sándor Soproni (1926–1995) und Jenő Fitz (* 1921) – Őcsény-Szigetpuszta mit dem antiken Alisca gleichgesetzt, was auch Visy heute für wahrscheinlicher hält. Der Archäologe gab zu überlegen, ob das in der frühen Limeskette fehlende Kastell tatsächlich in Szekszárd oder dessen Nähe zu suchen sei.
Da aus Szekszárd zwar bisher kein Kastell, aber vorrömische keltische Funde und eine darüberliegende, ausgedehnte römische Zivilsiedlung mit reichen Gräberfeldern bekannt sind, wird das frühe Kastell von Alisca von einigen Forschern dennoch dort gesucht. Später, so weitere Überlegungen, könnte dann aufgrund neuer strategischer Überlegungen – abseits des Lagerdorfes (Vicus) – im Sumpf eine neue Garnison errichtet worden sein, die dann als Alisca ad latus bezeichnet wurde.

## Forschungs- und Baugeschichte
Noch im 19. Jahrhundert waren vor Ort der Doppelwall und die Grundmauern des Kastells zu sehen gewesen. Wie am Aufbau der zur Garnison führenden römischen Straße festgestellt wurde, müssen die Gebäude, die auf dem weichen Untergrund errichtet wurden, wohl ebenfalls eine solide Fundamentierung erhalten haben. Der antike Weg wurde mit einem hohen, dammartigen Unterbau gesichert, der sich teilweise noch heute im Gelände abzeichnet. Auf einer 1953 entstandenen Luftaufnahme lässt sich die im Volksmund als Teufelsdamm bekannte Trasse rund sieben Kilometer weit verfolgen. Das von Nordwesten kommende Straßenbauwerk mündet vor dem westlichen Lagertor – wohl der Porta decumana, dem rückwärtigen Zugang – an einer der beiden Schmalseiten des rund 158 × 193 Meter umfassenden, rechteckigen Kastells. Dieses folgte in seinem konzeptionellen Aufbau dem in der frühen Kaiserzeit geprägten standardisierten Bauschema römischer Kastelle und besaß vier abgerundete Ecken (Spielkartenform), in denen je ein Wachturm stand. Weitere Zwischentürme und die Tore flankierende Türme gehörten neben den vorgelagerten Verteidigungsgräben ebenfalls zum üblichen Programm einer Garnison. Normalerweise besaß ein Kastell bis zum Beginn der Spätantike vier Tore, jeweils eines an den beiden Schmal- und Längsseiten. Im Kreuzungspunkt der von diesen vier Toren im Lagerinneren weitergeführten Straßen standen die Principia, das Stabs- und Verwaltungsgebäude der Garnison. Aufgrund der Oberflächenfunde wird die Gründung des Kastells von Őcsény-Szigetpuszta in der Zeit um 100 n. Chr. oder später – jedoch im 2. Jahrhundert – angenommen.
Von den antiken Bauten in der Flur Szigetpuszta ist aufgrund der fehlenden Grabungen bis heute jedoch nichts bekannt geworden. Bei einer von Unbefugten im Sommer 1976 durchgeführten Grabung wurde die westliche steinerne Wehrmauer fast vollständig freigelegt und ein Profil erstellt, das die Stärke der Mauer mit 1,4 Metern angibt. Dieses Maß ist typisch für Wehrmauern mittelkaiserzeitlicher Kastellanlagen. Für die Verkehrsanbindung ist noch eine weitere im Luftbild sichtbar werdende Straße von Bedeutung, die schnurgerade, in fast nördliche Richtung laufend, das Nordtor des Kastells verlässt und zu einem Burgus führt, der bei Szekszárd-Bárányfok liegt. Eine im Frühjahr 2010 durchgeführte geophysikalische Prospektion eröffnete erstmals die Möglichkeit, die Strukturen von Kastell und Vicus näher kennenzulernen.
Südlich des Kastells ist aufgrund von Überflügen eine rechteckige Grabenanlage mit einem Umfang von 120 × 170 Metern bekannt geworden. Sollte es sich dabei um ein römisches Bauwerk handeln, könnte es sich um ein Holz-Erde-Lager handeln.

## Truppe
Auf Grund von aufgelesenen Ziegelstempeln aus Őcsény-Szigetpuszta (EXER PANN INF, COH VII BR SIIV) und hinzugezogener Militärdiplome nahm die Wissenschaft lange Zeit an, dass das Kastell zunächst möglicherweise als Holz-Erde-Lager – vermutlich unter Kaiser Trajan (98–117) – von der Cohors I Noricorum equitata (1. teilberittene Kohorte der Noriker) errichtet worden war. Diese Einheit soll bis zum Ende der Markomannenkriege (166–180) im Kastell Alisca stationiert gewesen sein und war davor nur einmal, unter Kaiser Hadrian (117–138), kurzzeitig von der Cohors II Augusta Nervia Pacensis milliaria Brittonum (2. Doppelkohorte der Briten) abgelöst worden. Nach Visy waren weitere Kastellbesatzungen im Anschluss unbekannt. Entgegen dieser Meinung vermutete der Archäologe Jenő Fitz (1921–2011), dass die Noriker im Zuge der Heeresreorganisation nach 180 wahrscheinlich durch die Cohors I Alpinorum peditata (1. Infanteriekohorte der Alpenländer) ersetzt worden sind. Diese Einheit könnte allerdings – wie der Epigraphiker Barnabás Lőrincz (1951–2012) mutmaßte – stattdessen zur selben Zeit auch in das Kastell Kölked gelangt sein. Ohne den Namen einer Truppe preiszugeben, erwähnt die Notitia dignitatum in der Spätantike einen tribunus cohortis Alescae. Anschließend soll eine Vexillation der Legio II Adiutrix (2. Legion „die Helferin“) die bisher kasernierte Einheit abgelöst haben.
Lőrincz hat 2001 eine völlig neue Aufstellung der Truppen vorgenommen. Danach erscheint das Bild wie folgt:
| Zeitstellung            | Truppenname                        | Bemerkung |
| ----------------------- | ---------------------------------- | --- |
| 106–176 n. Chr.         | Cohors III Lusitanorum pia fidelis | Die 3. Kohorte der Lusitanier, pflichtbewusst und treu wurde vor dem zweiten Dakerkrieg Kaiser Trajans (105/106) aus der Provinz Niedergermanien nach Niederpannonien verlegt. |
| 176–Ende 2. Jh. n. Chr. | Ala I Civium Romanorum ?           | Die 1. Reitertruppe römischen Bürgerrechts wurde zu Beginn der Regierungszeit Kaiser Vespasians (69–79) nach Pannonien verschoben und lag bis 101 wohl im Auxiliarkastell Cornacum (Sotin) in Garnison. Anschließend nahm die Truppe an Traians Dakerkriegen teil (101/102 und 105/106) und blieb danach kurzzeitig als Besatzungstruppe in der neuen Provinz Dakien. Doch bereits um 113/114 ist die Einheit wieder in Niederpannonien. Sie wird wahrscheinlich im Kastell Rittium an der Limesstrecke von Syrmien kaserniert gewesen sein. Zwischen 118/119 und 138 lässt sich ihr damaliger Garnisonsort in Niederpannonien noch nicht nachweisen, es könnte sich jedoch um Burgenae gehandelt haben. 149 nahm eine Vexillation der Truppe am Krieg des Kaisers Antoninus Pius in Mauretanien teil. In der Folge war die Ala bis 176 im Kastell Intercisa am Donaulimes. Von Intercisa aus kam die Truppe möglicherweise nach Alisca und blieb dort bis 200. Der nächste Standort war das Kastell Teutoburgium. 252 nahm die Truppe am Perserkrieg des Kaisers Trebonianus Gallus teil. |
| 3. Jh. n. Chr.          | Cohors I Montanorum ?              | In spätflavischer Zeit war die 1. Kohorte der Bergbewohner zunächst im Kastell Klosterneuburg und anschließend in der Umgebung von Aquincum stationiert, möglicherweise in Albertfalva. |

Für die Aufstellung dieser Truppenliste setzte Lőrincz die Theorie voraus, dass Őcsény mit Ad Latus und Szekszárd mit Alisca gleichzusetzen sei. Daher war nach seiner Überlegung u. a. die Cohors I Noricorum in Szekszárd stationiert. Die auf dem Gebiet des Kastells von Őcsény-Szigetpuszta aufgelesenen Stempel der Cohors I Noricorum und der Cohors II milliaria Brittonum erklärte er damit, dass die Ziegel dieser Einheiten von Alisca aus nach Ad Latus transportiert worden sind, um Bauten zu errichten.

## Funde
Das hauptsächlich dokumentierte Material vom Platz sind zahlreiche Lesefunde, die bei Prospektionen an der Oberfläche zu Tage traten. Dazu zählen unter anderem Münzen, Keramik und die bereits erwähnten Ziegelstempel.
Zum weiteren Fundgut aus Őcsény gehört neben Militaria wie einem Schildbuckel, auch die 1828 entdeckte, einzige bisher von dort bekannt gewordene kranzverzierte Grabstele aus Kalkstein, die der höchstwahrscheinlich keltischstämmige militärische Kundschafter (Explorator) Aelius Ressatus noch zu Lebzeiten für sich, seine Frau und die verstorbene Tochter gesetzt hat. Der genannte hatte unter Kaiser Hadrian das römische Bürgerrecht erhalten:
D(is) M(anibus)
C(aiae) Val(eriae) Alpin(a)e
a(n)norum
VIII hic sit-
a est pat(e)r et
mater fili(a)e
ben(e) mer(e)nti
posuerunt
et sibi vivis
Ael(ius) Ressatus
explorat(or) et
Val(eria) Aelias
mater
Übersetzung: „Den Totengöttern. Der Gaia Valeria Alpina, 8 Jahre alt; sie ist hier beigesetzt; der wohlverdienten Tochter haben Vater und Mutter (dieses Grabmal) aufgestellt und für sich selbst zu Lebzeiten, Aelius Ressatus, Kundschafter und Valeria Aelias, die Mutter.“

## Teufelsdamm
Gut gesichert ist die von Szekszárd nach Őcsény-Szigetpuszta führende Abzweigung der Limesstraße, die beide Orte in einem nach Südwesten ausladenden Bogen verbindet. Da die römischen Ingenieure Verbindungstrasse nach Őcsény-Szigetpuszta aufgrund des sumpfigen Untergrunds als Damm ausführten, blieben dessen Spuren bis in das 20. Jahrhundert gut erhalten. Im Volksmund hatte sich bis dahin für das sagenumwobene Bauwerk der Name Ördögvettetés (Teufelsdamm) durchgesetzt. Der nordwestliche Teil des Dammes wurde der stetig wachsenden Stadt Szekszárd geopfert, der verbliebene und sichtbare Abschnitt ist heute noch 2.200 Meter lang. Doch auch dieser wird durch die intensive landwirtschaftliche Nutzung bedroht. Die Verschlechterung des Zustandes dieses Straßendamms lässt sich seit einer ersten Luftbildaufnahme im Jahr 1953 stetig dokumentieren.

## Fundverbleib
Funde wie der oben genannte Grabstein befinden sich heute im Wosinsky Mór Múzeum (früher Balogh Ádám Múzeum) in Szekszárd.

## Limesverlauf am Kastell Alisca
Da die von Szekszárd nach Őcsény-Szigetpuszta führende Abzweigung der Limesstraße in einer Sackgasse mündet, werden in diesem Abschnitt nur die um die Garnison gefundenen römischen Militärbauten beschrieben.
| Strecke | Name/Ort                              | Beschreibung/Zustand |
| ------- | ------------------------------------- | --- |
| 8       | Szekszárd-Bárányfok (Burgus Alisca 1) | Aus dem Nordtor des Kastells von Őcsény-Szigetpuszta führte eine fast schnurgerade nach Nordosten laufende antike Trasse, die wohl am Burgus Alisca 2 mündete. Auf halbem Weg kreuzt diese Trasse die heutige Straße von Szekszárd nach Gemenc an der Donau. Hier, an der Ostseite der römischen und nördlich der modernen Straße, könnte ein Wachturm gestanden haben. Dies lässt ein Luftbild aus dem Jahr 1953 vermuten, das eine rechteckige Struktur zeigt. Der mögliche Doppelgraben umfasst an seiner Außenseite rund 80 × 80 Meter. Feldbegehungen brachten keinerlei Ergebnisse. |
| 8       | Szekszárd-Bárányfok (Burgus Alisca 2) | Eine aus dem Nordtor des Kastells von Őcsény-Szigetpuszta führende, fast schnurgerade nach Nordosten laufend antike Trasse, mündete am Burgus Alisca 2 (Burgus Szekszárd-Bárányfok), der sich am Südufer des Flusses Sió erhob. Diese heute im Gelände nicht mehr sichtbare Turmstelle wurde 1968 durch einen Luftbildüberflug entdeckt. Er soll etwa aus der Zeit des Kaisers Diokletian (284–305) stammen und besaß einen rhomboiden Wehrgraben, der eine Seitenlänge von 39 × 47 Meter hatte. Die Feldbegehungen an dem bisher unausgegrabenen Bauwerk brachten keine Ergebnisse, ebenso konnte der Grundriss des eigentlichen Burgus durch die Luftbilder nicht erschlossen werden. Die heutige Topographie macht die Sinndeutung des Burgus an dieser Stelle schwierig, da die Donau nun wesentlich weiter östlich fließt. Wie ihre immer noch sichtbaren Altwasser jedoch zeigen, stand der römische Wachposten einst nahe dem Einfluss des Sió in den Grenzstrom und konnte so den Schiffsverkehr beobachten, der die beiden Flüsse benutzte. Über den Sió war es Booten rasch möglich, ins Landesinnere zu gelangen, was durch die Arbeiten der Römer erleichtert wurde, da diese den Fluss mit dem rund 100 Kilometer entfernten Lacus Pelso (Plattensee) verbinden wollten, um im Zuge dieses Projekts unter anderem die umliegenden Sümpfe trockenzulegen. |
| 8       | Őcsény-Soványtelek (Burgus Alisca 3)  | Der anschließende Burgus Őcsény-Soványtelek ist der besterforschteste seiner Art im südlichen Ungarn. |

## Denkmalschutz
Die Denkmäler Ungarns sind nach dem Gesetz Nr. LXIV aus dem Jahr 2001 durch den Eintrag in das Denkmalregister unter Schutz gestellt. Das Kastell von Őcsény-Szigetpuszta sowie alle anderen Limesanlagen gehören als archäologische Fundstätten nach § 3.1 zum national wertvollen Kulturgut. Alle Funde sind nach § 2.1 Staatseigentum, egal an welcher Stelle der Fundort liegt. Verstöße gegen die Ausfuhrregelungen gelten als Straftat bzw. Verbrechen und werden mit Freiheitsentzug von bis zu drei Jahren bestraft.